# Bleeding Steel
Bleeding Steel (Enemigo Inmortal en Hispanoamérica) es una película de ciencia ficción de 2017 dirigida y escrita por Leo Zhang y protagonizada por Jackie Chan, Show Luo, Ouyang Nana y Callan Mulvey. Fue estrenada en China el 22 de diciembre de 2017.

## Sinopsis
Al agente especial de Hong Kong, Lin Dong, es informado que su hija Xixi (que sufre de leucemia) está en estado crítico. Se dirige rápidamente al hospital llevándose el peluche de su esposa fallecida, pero en el camino, su compañera de trabajo, Xiao Su, le informa que un testigo crítico está en peligro. El agente Lin se detiene justo afuera del hospital, hace una pausa y regresa para proteger al testigo crítico, el Dr. James.
El Dr. James se inyecta una sustancia química almacenada en un corazón mecánico justo antes de que la policía irrumpiera para escoltarlo. Son emboscados por soldados con exótica armadura negra y armamento de alta tecnología dirigidos por un hombre de aspecto monstruoso llamado Andre y casi todos en el equipo son asesinados. Xixi, mientras tanto, muere en el hospital. Antes de que Andre pueda reclamar al Dr. James para sí mismo, Lin Dong logra golpearlo contra un tanque de aceite usando su automóvil. Cuando Andre demuestra ser extraordinariamente resistente tanto al impacto del auto como a las balas que Lin Dong dispara contra él, Lin Dong dispara al tanque de aceite en su lugar, causando una gran explosión. Más tarde, Lin Dong y Andre demostraron haber sobrevivido, aunque las lesiones de Andre lo convirtieron en un cyborg.
13 años después, en Sídney, Australia, el autor Rick Rogers ha publicado recientemente un libro titulado “Bleeding Steel” sobre una niña con un corazón mecánico. Un hombre llamado Li Son, disfrazado de prostituta, visita a Rogers en su hotel, lo droga y descarga información de su computadora. Simultáneamente, una mujer vestida de negro y dos hombres con trajes de armadura negra atacan el edificio y torturan a Rogers para que revele la fuente de su inspiración para el libro, mientras Li Son se esconde en la bañera de la suite. Los intrusos son atacados por Lin Dong, quien también trata de encontrar la misma respuesta. Rogers es asesinado por la mujer y la llegada de la policía obliga a todos a retirarse.
Cuando se le informa sobre la operación fallida, Andre identifica a Lin Dong y Li Son y envía a la mujer después de esto último, pero Li Son ha huido. A partir de los datos que robaron de Rogers, Li Son y Lin Dong comienzan a rastrear por separado a Nancy, una joven que está plagada de pesadillas sobre un laboratorio donde se realizaron extraños experimentos. Para tratar con ellos, ella ha estado visitando a un espiritista, quien es la fuente del manuscrito de Roger. La Mujer de Negro la rastrea, pero Lin Dong y Li Son la rescatan y la llevan a un lugar seguro.
Posteriormente, se revela que Nancy es Xixi, resucitada por los esfuerzos del Dr. James, que estaba trabajando en mejoras genéticas de los seres humanos, específicamente la regeneración, para crear soldados bioroides inmortales. El Dr. James le proporcionó a Xixi un corazón mecánico y sustitutos de sangre biogenéticos que mejoraron sus habilidades regenerativas. Sin embargo, la muerte temporal de Xixi la dejó amnésica, por lo que fue puesta en un orfanato por su propia seguridad, mientras que Lin Dong y su antigua unidad la vigilaban en secreto. Sus pesadillas provienen de los recuerdos del Dr. James que se imprimieron en el complejo en el que se había inyectado y su sangre se usó luego en su resurrección. Andre, un exsoldado de las Fuerzas Especiales, fue otro sujeto de prueba que se infiltró en el proyecto en interés de un destacado traficante de armas coreano para comercializar los bioroides. Sin embargo, el genoma artificial falló en Andre, consumiéndolo lentamente desde adentro. El Dr. James mismo murió poco después de su operación en Xixi, convirtiéndola en el único sujeto exitoso de sus logros.
Lin Dong lleva a Nancy y Li Son a su casa, donde encierra al joven en su avanzada bóveda de seguridad y visita al espiritualista, a quien encuentra asesinado. Nancy huye para tomar un vuelo de regreso a la casa abandonada del Dr. James, donde recupera sus viejos recuerdos de su padre y una llave de la bóveda del banco escondida por el Dr. James. Después de ella, Lin Dong se reúne con Xiao Su, pero antes de que pueda llegar a Nancy y también el peluche de su madre, la Mujer de Negro la secuestra y la lleva por separado al laboratorio aerotransportado de Andre. Reunidos por Li Son, que ha logrado liberarse, se dirigen a la bóveda del banco, donde la Mujer, mientras recuperaba una cámara de video de la bóveda, quedó atrapada e incapacitada por la antigua unidad de Lin. Al verificar el contenido de la cámara, que detalla la conversión de bioroides de Andre, Lin y Xiao Su suponen que necesita tanto esta información como el genoma alterado de Nancy para otorgarle el efecto regenerativo.
A bordo del avión de laboratorio, Andre procede a trasplantar la sangre de Nancy e inyectarla en sí mismo para restaurar su cuerpo a robarse de ella. Lin Dong, Xiao Su y Li Son se infiltran en la nave, pero se ven frustrados por una pantalla de seguridad impenetrable. Una pelea con los secuaces de Andre obliga al propio Andre a unirse a la lucha antes de que se complete la transfusión, lo que le da a Nancy tiempo suficiente para regenerarse completamente y ayudar a su padre. Lin y sus aliados arrojan a Andre al núcleo del reactor de la nave, que se sobrecarga y destruye el laboratorio, sin embargo, el brazo derecho de Lin se corta en el acto.  Li Son está atrapado en la explosión; Xiao Su y Nancy logran escapar en paracaídas, pero antes de que pueda unirse a ellos, Lin Dong es atacado por Andre. Sin embargo, debido a que Andre inyectó accidentalmente a Lin Dong con sangre mejorada durante su pelea, Lin Dong regenera su brazo derecho y gana suficiente fuerza para destruir el corazón cibernético de Andre, matándolo. Después de caer al océano, Xiao Su recibe una llamada de la sede informando que la videocámara ha desaparecido.
Como consecuencia, mientras Lin Dong, Nancy y Xiao Su pasan tiempo juntos como familia en un parque temático local. Lin se entera por su colega de que Li Son era el hijo del traficante de armas que intentó recuperar los logros del Dr. James y vengarse de Andre por el asesinato de su familia hace trece años. También era compañero de Nancy / Xixi en el orfanato, y había actuado por genuino afecto por ella. Al mismo tiempo, se muestra que Li Son ha sobrevivido, y disfrazado como la mascota del parque temático, le da a Nancy un regalo revelador antes de escaparse. También se revela que fue él quien robó la videocámara, en algún momento entre llegar a la bóveda e infiltrarse en el avión del laboratorio, y ahora ofrece la cinta de la videocámara al comprador más interesado.

## Reparto
- Jackie Chan como Lin Dong.
- Show Luo como Li Son.
- Ouyang Nana como Nancy/Xixi.
- Tess Haubrich como Fidget Spinners.
- Callan Mulvey como Andrew.
- Erica Xia-hou como Xiao Su.
- Damien Garvey como Rick Rogers.

## Recepción
La crítica en general no ha sido amable con la película. El diario South China Morning Post comparó a Bleeding Steel con películas anteriores protagonizadas por Jackie Chan, afirmando que "es otra basura absurda en la que Chan está dispuesto a poner su nombre". La revisión señaló específicamente la falta de "acción, humor o lógica". Variety se refirió a la película como un "ciberpunk cursi" que atraería exclusivamente a los niños.